# Будинок дитячої та юнацької творчості (Кременчук)
Будинок дитячої та юнацької творчості — позашкільний заклад освіти у Кременчуці. Гурткова робота ведеться за 19 напрямками. Працює 61 гурток, які відвідує 1350 дітей різного віку. Середня наповнюваність гуртків становить 15 осіб. Близько тисячі школярів відвідуютїїу Будинку творчості студії, об'єднання за інтересами.

## Історія
Створено було у жовтні 1922 року під назвою «клуб для дітей і підлітків за інтересами». Згодом перейменували на «Будинок піонерів і школярів». Тут діти мали змогу відвідувати гуртки, брати участь у роботі міського піонерського штабу, в організації і проведенні піонерських зльотів, фестивалів, конкурсів, виставок. У 20 лютого 1993 установу було перейменовано у «Будинок дитячої та юнацької творчості».

## Діяльність
Діяльність педколективу Будинку дитячої та юнацької творчості реалізується за трьома основними напрямками:
- освітня діяльність (робота гуртків, клубів, об'єднань);
- масова робота (заходи з виховання патріотичних почуттів, державної свідомості, народознавства, благодійні акції, концерти для ветеранів, вечори відпочинку для дітей пільгових категорій, новорічні ранки, організація дозвілля дітей під час канікул, заходи у дитячому притулку «Промінь», допоміжній школі-інтернаті, інтернаті для дітей-сиріт ім. Макаренка, участь у проведенні загальноміських заходів);
- інструктивно-методична робота (підготовка та проведення семінарів для педагогів організаторів загальноосвітніх шкіл міста, педагогів організаторів об'єднання дитячо-юнацьких клубів за місцем проживання, організаторів літнього відпочинку дітей і підлітків, робота консультпункту, розробка методичних рекомендацій, сценаріїв масових заходів, підбір методичної літератури, вивчення та узагальнення найкращого педагогічного досвіду).

Колектив БДЮТ сьогодні — це 47 співробітників, з них 32 педагога.
Гурткова робота в Будинку дитячої та юнацької творчості ведеться за 19 напрямками. Працює 61 гурток, які відвідує 1350 дітей різного віку. Середня наповнюваність гуртків становить 15 осіб.
Результати гурткової роботи та творчі вміння вихованців виявляються в ході творчих звітів колективів, загальноміських виставок, під час проведення фестивалів дитячої творчості, конкурсів, персональних виставок вихованців тощо.
Традиційно, починаючи з 2003 року, щорічно на базі Будинку дитячої та юнацької творчості проводиться фестиваль мистецтв для дітей і підлітків «Кременчуцьке розмаїття». Юні кременчужани демонструють свої таланти в різних жанрах мистецтва.